# Альфред ван Вогт
Альфред Елтон ван Вогт (англ. Alfred Elton van Vogt; 26 квітня 1912 — 26 січня 2000) — канадський письменник-фантаст.
За заслуги перед жанром у 1996 році отримує звання «Гросмейстер фантастики» та одним з перших введений до Зали слави наукової фантастики. Його фрагментований, химерний стиль оповіді вплинув на письменників-фантастів, зокрема на Філіпа К. Діка. Він є одним з найбільш популярних і впливових практиків наукової фантастики середини XX століття, так званого «Золотого століття» жанру. Автор терміна "фіксап".

## Біографія

### Походження
Альфред Вогт («Елтон» і «Ван» додано значно пізніше) народився 26 квітня 1912 р. в Канаді, в сім'ї нащадків українських менонітів. Він був третім з шести дітей. 
За перші десятки років свого життя, батько ван Вогта, юрист Генрі Вогт, кілька разів перевозив сім’ю в межах західної Канади доки не нарешті не зупинився у Вінніпегу, Манітоба. Альфред Вогт важко сприйняв ці переселення, пізніше він згадував:
«Дитинство було жахливим періодом для мене. Я відчував себе кораблем без якіра, який довільно рухався темрявою в бурю. Знову і знову я шукав притулок, тільки щоб мене знов з нього витісняли чимось новим»
В 1920-х роках, родина Вогтів проживає в Вінніпегу, батько Альфреда працював агентом пароплавної компанії, та крах фондового ринку 1929 катастрофічно вплинув на фінансовий стан Вогтів. Тому родина не змогла дозволити собі відправити Альфреда в коледж.
В юності Ван Вогт перепробував чимало професій, поки в двадцять років не вирішив пов'язати своє життя з літературою. Але до справжньої художньої наукової фантастиці йшов він ще довгих сім років, відточуючи перо літературної поденщиною у вигляді любовних новел, комерційних статей і сценаріїв для радіо. Але вже тоді він був відданим читачем спеціалізованих «сайєнс фікшн» журналів, що лише почали тоді входити в моду. В 1939 він одружився з письменницею Едні Холл, яка надалі була співавтором деяких його творів. У 1944 році ван Вогт остаточно переїхав до США.

### Творчість

#### Перші кроки
У 1939 році відбулася його перша публікація — в журналі «Astounding Science Fiction» було опубліковано його оповідання «Чорний руйнівник». У 1940 році виходить роман «Слен», що приніс йому широку популярність. В 1943 році вийшов роман «Книга Пта», який закріпив популярність письменника. У 1944 році сім'я ван Вогтів переїхала на постійне проживання в США і влаштувалася в Голлівуді.

#### Успіх

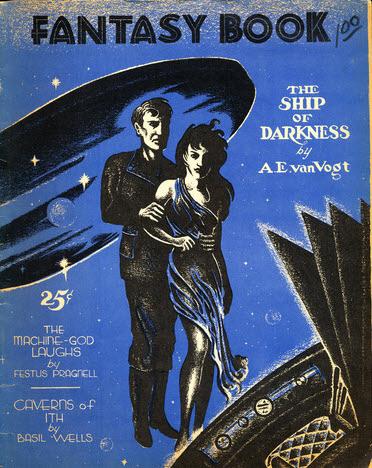
Fantasy book 1947 v1 n2

Успіх прийшов не відразу, але закріпився — і тепер вже назавжди — після виходу в світ роману «Слен». Навіть сам цей термін як синонім гнаного ординарністю таланту, закріпився тоді в розмовній мові, подібно до того, як це сталося зі словом «робот», введеним у свій час в обіг К. Чапеком. 
А. Е. Ван Вогт разом з Р. Хайнлайном, Т. Старджоном, К. Сімаком, Е. Ф. Расселом, А. Азімовим, Лі Брекетт, А. Бестером та іншими майстрами найвищого класу закладає основи того славного періоду американської фантастики, який по праву називають її «золотим віком». Саме на 40-ті роки припадає пік його творчості — 17 романів. В 1947 році за підсумками опитування читачів його визнають «найпопулярнішим» в США фантастом.
У 1951 році ван Вогт опублікував роман «Збройові магазини Ішера», що поклав початок великому циклу творів і вважається однією з вершин його творчості. Ван Вогт завжди цікавився наукою і особливо проектами з масштабної перебудови наукового методу, зокрема, працями Коржибського. Пристрасть до наукових проектів призвела ван Вогта в середині 1950-х років до руху Л. Рона Габбарда. Ван Вогт якийсь час був одним з провідних у Каліфорнії пропагандистів діанетики, світської попередниці саєнтології, до тих пір, поки трохи не збайдужів до планів Габбарда. Він на деякий час призупинив свою письменницьку діяльність, щоб відійти від попереднього неспокійного періоду. У цей момент він обмежився об'єднанням старих коротких оповідань, щоб випустити такі відомі збірники, як: «Перемішані» (1952), «Війна проти Руллів» (1959), «Звір» (1963) і два романи з циклу «Лінн», які були натхненні (подібно ряду творів Айзека Азімова) історією падіння Римської імперії. Відновлення плідної роботи припало на початок 1960-х років, головним чином за запрошенням Фредерика Пола.
Важко знайти тему, яку цей класик американської фантастики так чи інакше не торкнувся б у своїй творчості: інші форми життя, лабіринти часу, запаморочливі пригоди в міжзоряних далях, «надлюдина» і «суперзнання», бурхливе життя Міжгалактичної Імперії, Бог як герой оповідання, цікаве трактування багатьох проблем світобудови, еволюція суспільства, тих чи інших конкретних наук або систем пізнання світу. Як художник він відмінно володіє технологією письменницької майстерності, великими і малими формами, завжди зосереджений на дії, а не на описі середовища або душевних переживань дійових осіб. Але для конкретного, логічного складу розуму його фрази часом недостатньо конкретні, відчувається недомовленість, створюється можливість багатомірного розуміння висловлених думок. Його особистий літературний смак — чарівні казки і творчість Томаса Вульфа.
20 січня 1975 від раку померла його дружина. У пізній період життя ван Вогт проживав у Голлівуді зі своєю другою дружиною Лідією Бережинською. У цей період його романи були задумані і написані як окремі, самостійні роботи. У 1996 році ван Вогту присуджено звання  Гросмейстера фантастики. 26 січня 2000 року Альфред ван Вогт помер у Лос-Анджелесі від хвороби Альцгеймера.

### Серії

#### Ішер
- Збройові магазини Ішера \ The Weapon Shops of Isher (1951, фіксап трьох оповідань 1941-49)
- Зброярі \ The Weapon Makers (1943; 1952)

#### Світ Нуль-А
- Світ Нуль-А \ The World of Ā (1945; 1948; 1970)
- Пішаки Нуль-А \ The Players of Ā (1948-49; 1966). Dr. title − The Pawns of Null-A (1956)
- Нуль-A Три \ Null-A 3 (1984)

#### Лінн
- Імперія атома \ Empire of the Atom (1957, фіксап п'яти оповідань 1946-47)
- Чарівник Лінн \ The Wizard of Linn (1950)

### Окремі романи
- Слен \ Slan (1940; 1946)
- Книга Пта \ The Book of Ptath (1943)
- Обитель вічності \ The House That Stood Still (1950). Dr. title − The Mating Cry (1960); The Undercover Aliens (1976)
- Подорож Космічного гончака \ The Voyage of the Space Beagle (1950, фіксап чотирьох оповідань 1939-50)
- Гібриди The Mixed Men (1952, фіксап трьох оповідань 1943-45)
- Творець Всесвіту \ Shadow people (1949). Dr. name − The Universe Maker (1953)
- Клітка для розуму \ The Mind Cage (1957)
- Chronicler (1946). Dr. names − Siege of the Unseen (1959); «3 Eyes of Evil» (1973)
- Війна проти Рулів \ The War Against the Rull (1959, фіксап шести оповідань 1940-50)
- The Violent Man (1962)
- The Beast (1963, фіксап трьох оповідань 1943-44)
- Бунтівний корабель \ Rogue Ship (1965; фіксап трьох оповідань  1947-63)
- Сілкі \ The Silkie (1969, фіксап трьох оповідань 1964-67)
- Діти майбутнього \ Children of Tomorrow (1970)
- Пошуки майбутнього \ Quest for the Future (1970; фіксап трьох оповідань 1943-46)
- The Battle of Forever (1971)
- The Darkness on Diamondia (1972)
- Future Glitter (1973). Dr. name − Tyranopolis
- Людина з тисячею імен \ The Man with a Thousand Names (1974)
- The Secret Galaxies (1974). Dr. name − Earth X Factor
- Суперрозум \ Supermind (1977; фіксап трьох оповідань 1942-68)
- The Anarchistic Colossus (1977)
- Renaissance (1979)
- The Cosmic Encounter (1980)
- Computerworld (1983). Dr. name − Computer Eye

### Спільні з дружиною
- Планети на продаж \ Planets for Sale (1954; фіксап чотирьох оповідань 1943-46; in collaboration with E. Hall)
- Крилата людина \ The Winged Man (1944, 1966; in collaboration with E. Hall)

### Збірки
- Masters of Time (50; романи): Рекрутская станция (1942). Др. название − Earth's Last Fortress (1960)
- The Changeling (1944). Інша назва − Masters of Time
- Destination Universe (1952)
- Away & Beyond (52)
- Monsters (1965). Інша назва − Blal & Other SF Monsters
- The Twisted Men (1964)
- The Far-Out Worlds of A.E.Van Vogt (1968)
- More Than Superhuman (1971)
- M-33 in Andromeda (1971)
- The Proxy Intelligence & Other Mind Benders (1971). Ін. назва − Gryb (1976)
- The Book of Van Vogt (1972). Інша назва − Lost: Fifty Suns (1972)
- 3 Eyes of Evil (73)
- The Best of A.E.Van Vogt (1974)
- Pendulum (1978)

### Оповідання
- Чорний руйнівник \ Black Destroyer (1939)
- Гриб (1940)
- Далекий Центавр \ Far Centaurus (1944)
- Банка фарби \ A Can of Paint (1944)
- Монстр \ The Monster (1948)
- Пробудження (1948)
- Великий суддя (1948)
- Зачароване село (1950)
- Fulfilment (1956)
- Вічний Ерзац (1972)
- The Timed Clock (1972)
- Кіт! Кіт! (1991)
- Кораблі темряви (1992)
- Галактичний святий (1992)
- Правителі
- Кооот
- Дорогий друже

### Інше
- Reflections of A.E.Van Vogt (1975; автобіография)

## Українські переклади

### Журнальні публікації
- А. Е. Ван Вогт. Чудовисько. Фантастичне оповідання. Переклав з англійської Ф. Мендельсон. // додаток «Шукач», 1965, № 2.
- Ван Вогт. Пробудження. Фантастичне оповідання. Пер. Ф. Мендельсон. // журнал «Навколо світу», 1970, № 9.
- А. Ван Вогт. Зачарована село. Пер. з англ. // журнал «Знання − сила», 1973, № 5.
- А. Ван Вогт. Не лише мертві… Фантастичне оповідання. Пер. В. Невструев. // журнал «Навколо світу», 1992, № 3. (То ж під назвою «…І не тільки небіжчики». Пер. С. Білозерова. — В книзі: «Вторгнення» — М: Воениздат, 1992)
- А. Ван Вогт. II рішення. Пер. з англ. // журнал «Навколо світу», 1993, № 9.

### Книжкові видання
- Альфред Е. ван Фогт. Вічний ерзац. Пер. С. Волкової. — В книзі: «І грянув грім…». Антологія американського фантастичного оповідання. — М.: «Молода гвардія», 1976. (серія «Бібліотека сучасної зарубіжної фантастики». Бібліотечна серія)